# Прорізна вулиця (Київ, Шевченківський район)
Прорізна́ ву́лиця — вулиця в Шевченківському районі міста Києва, місцевість Старий Київ. Пролягає від Хрещатика вгору до Володимирської вулиці. Прилучаються вулиці Євгена Чикаленка, Бориса Грінченка та Паторжинського.
У Києві також існує інша Прорізна вулиця — у Біличах.

## Історія
За часів Київської Русі на місці вулиці проходив оборонний вал від Золотих воріт і до нинішніх Хрещатика та Майдану Незалежності. З прийняттям у 1833 році 2-го проектного плану для Києва розпочалося нищення укріплень часів Ярослава Мудрого. Вулиця виникла наприкінці 1840-х — початку 1850-х років XIX століття (на картосхемі Києва 1848 року зображена як проєктована). Планували й упорядковували її в 50-х роках XIX ст., зокрема, зменшували ухил, оскільки вона була дуже крутою. Найдавніша з відомих назв — Мартинівська, від прізвища місцевого домовласника. У 1850-ті роки, крім цієї назви, набула також найменування Золотохрещатицька і Прорізна (прорізана крізь земляний вал Старокиївських укріплень). У 1861 році віднесена до вулиць 1-го розряду, на ній дозволялося споруджувати лише кам'яні будинки висотою не менш ніж у два поверхи. З 1863 року отримала офіційну назву Васильчиковська, на честь київського генерал-губернатора Іларіона Васильчикова. Але як паралельна також вживалася її сучасна назва. Повністю вулиця забудована в кінці XIX — на початку XX ст.: мала 14 садиб на лівому боці та 15 — на правому. Забудова збереглася наполовину.
З 1919 року — вулиця Свердлова, на честь Якова Свердлова (назву підтверджено 1944 року). Історичну назву повернуто 1990 року.
Нижня частина вулиці (від Хрещатика до вулиці Євгена Чикаленка) була зруйнована восени 1941 року, по війні замість старої забудови зведено нові будинки, натомість за рахунок «відсунення» забудови на 50—100 метрів від червоної лінії утворено зелену зону. Остаточного вигляду Прорізна набула в 1950-х.
У 1910 році по вулиці відкрили трамвайне сполучення — лінії на Шулявку. Через великий ухил вулиці в кінці 50-х років сталася аварія, і трамвайні колії розібрали.
1941 р. на розі Прорізної та Хрещатика у магазині «Дитячий світ», де знаходилася німецька реєстратура, вибухнули перші міни, закладені радянськими спецслужбами. Протягом кількох днів вибухи та пожежа знищили центральну частину Києва.

## Особистості
У будинку № 10 мешкали академіки АН УРСР Олександр Топачевський, Вадим Лашкарьов, член-кореспондент АН УРСР Іван Гуржій.

## Пам'ятники та пам'ятні знаки
В зеленій зоні з періодичністю в декілька років з'явилося три пам'ятники — першим було встановлено скульптуру героя роману «Золоте теля» Паніковському (якого в однойменному фільмі зіграв Зиновій Гердт), 2001 року відкрито пам'ятник туркменському поету та мислителю Махтумкулі Фрагі, а 2002 року з'явився пам'ятник Лесю Курбасу.
Меморіальну дошку Лесю Курбасу встановлено і на будинку № 17 — саме в цьому будинку розміщувався заснований митцем «Молодий театр», з 1990 року відновлений «Київський академічний Молодий театр» і знову розташовується в цій будівлі.

## Сквер по вулиці Прорізна, 3-5
Сквер по вулиці Прорізній, захистили від незаконної забудови небайдужі кияни у 2010 році, однак, сквер потребував ремонту та благоустрою. Проєкт з упорядкування скверу розпочали Ротарійські клуби «Київ-Столиця», Satellite Kyiv Synergy Advance Київ та RotaryClub Westminster West, London. Згодом його підтримали інші клуби Києва та всієї України.
Станом на жовтень 2020 алеї скверу викладені плиткою з ефектом 3D, закладена система поливу газонів. Кошти на благоустрій скверу надають як Ротарі клуби, так і окремі ротарійці. 25 грудня 2020 були відкриті функціональні й антивандальні лавочки від різних Ротарі клубів.

## Зображення

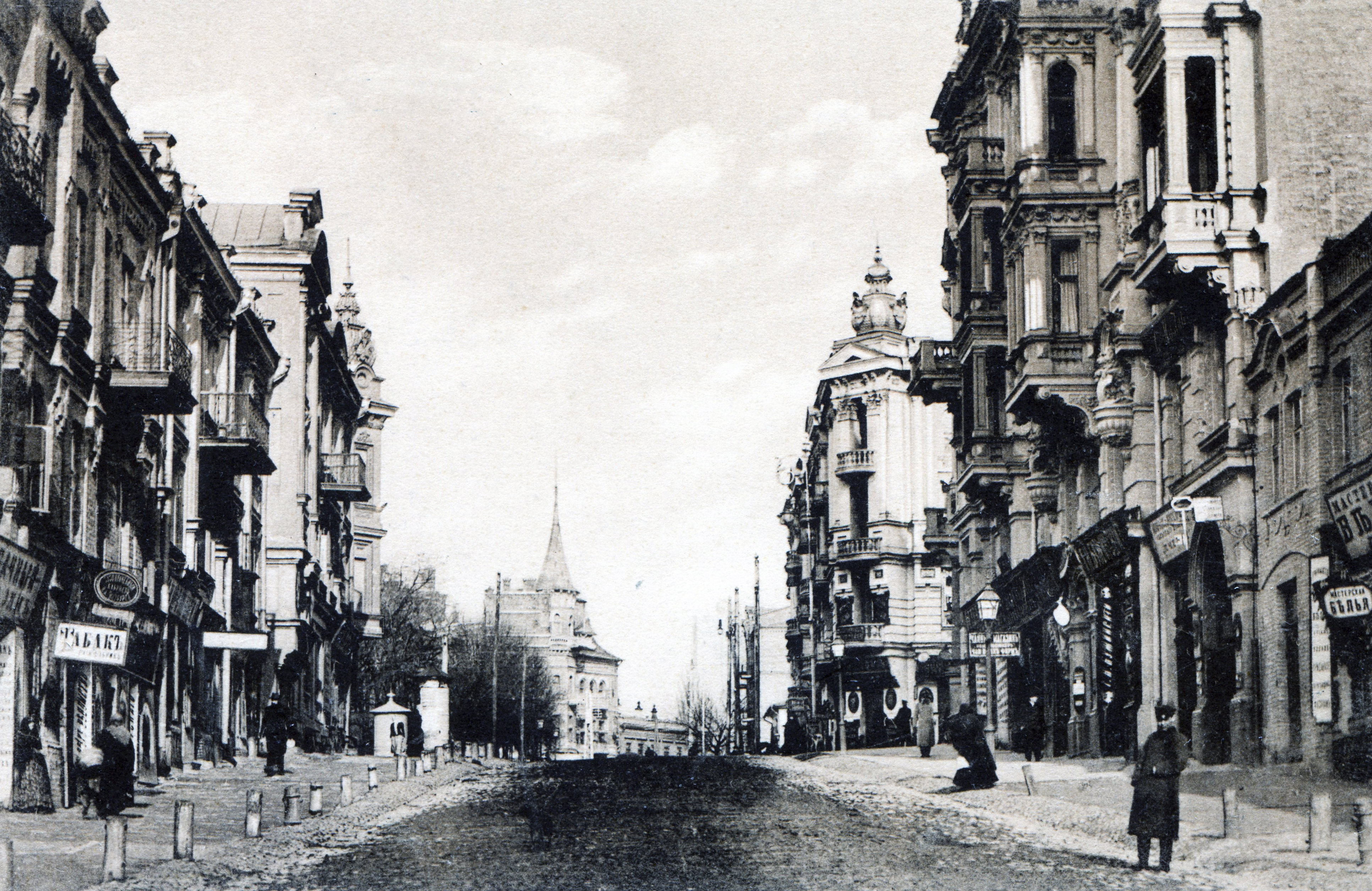
Прорізна вулиця на розі з Володимирською
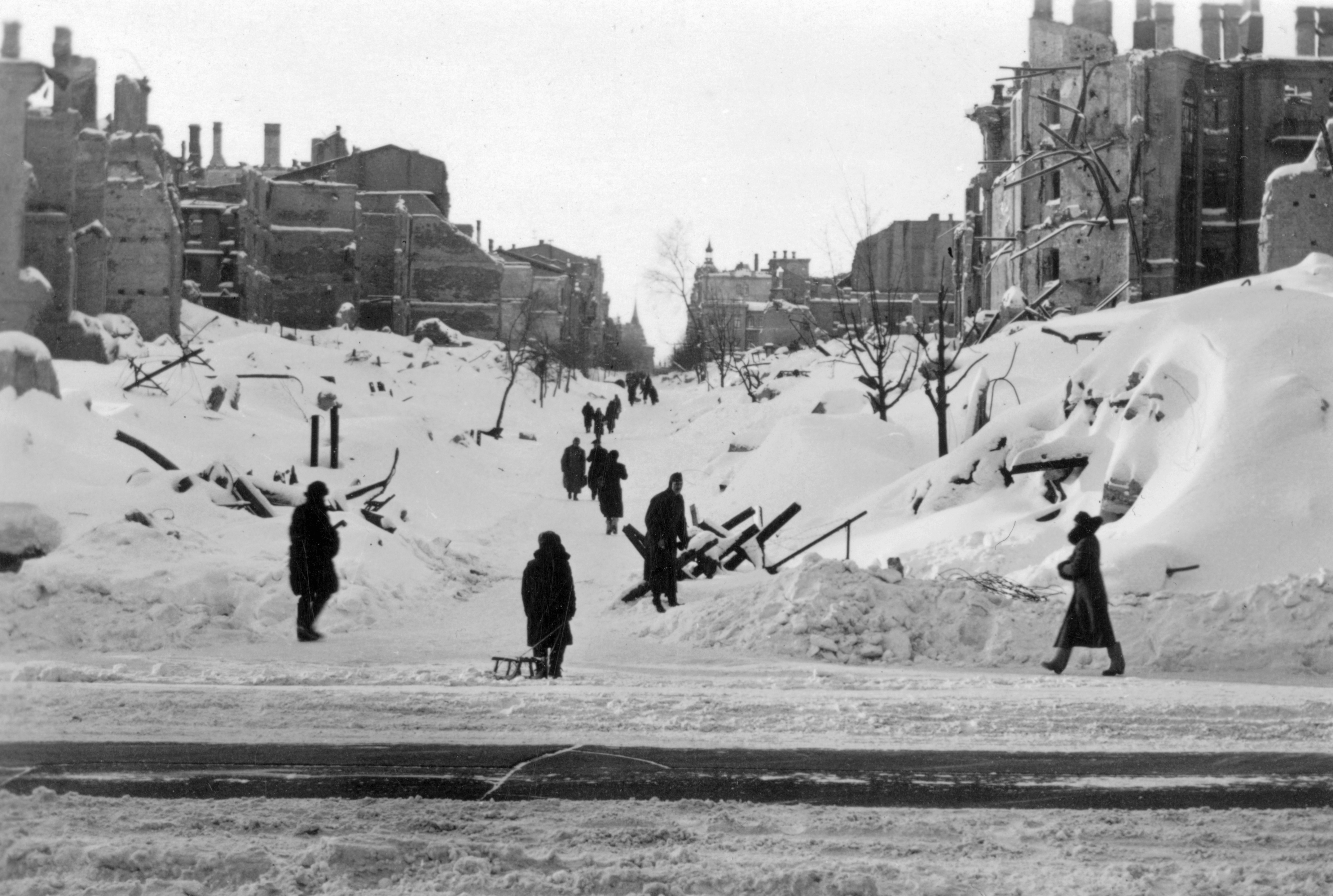
Прорізна після вересневої пожежі 1941
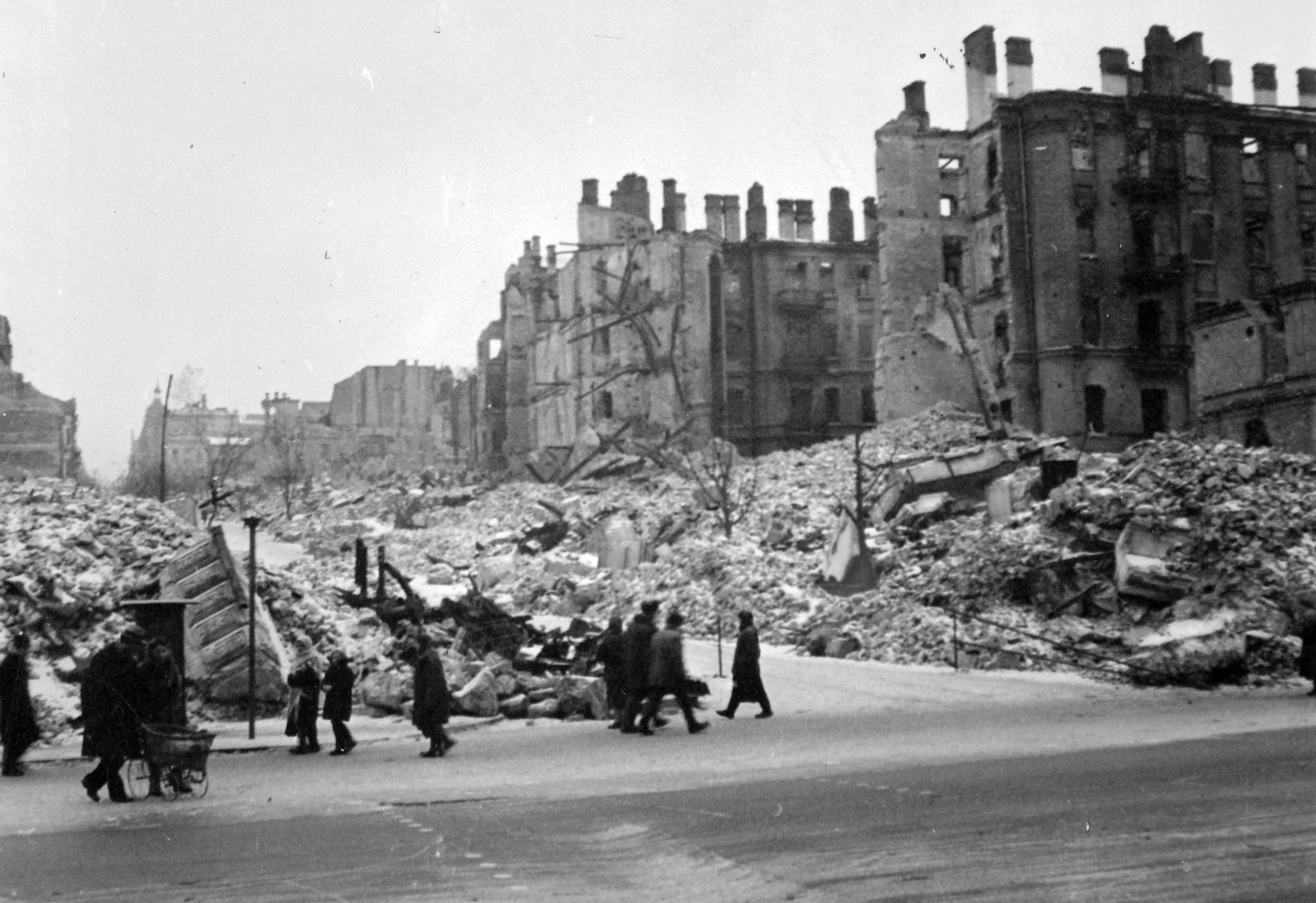
Перехрестя Прорізної та Хрещатика, 1942 р.
Пам'ятник Паніковському
Пам'ятник Лесю Курбасу
Пам'ятник Махтумкулі

## Пам'ятки історії та архітектури
- № 8 — будівля «Київметробуду» (1909, 1953)
- № 17 — будівля, де у 1920-х роках працював Молодий театр Леся Курбаса;
- № 25 — житловий будинок (кінець XIX — початок XX століття).
- № 27 — основна будівля садиби Грубера (кінець ХІХ — початок ХХ ст., архітектор О. Кривошеєв). У 2012—2013 роках розпочався демонтаж пам'ятки, станом на сьогодні розібрано дах і внутрішні перекриття.[9]

Будинки № 9, 11, 12, 18, 19, 20, 21, 22, 23, 24 (Будинок Сироткіна), 25, 27 споруджено наприкінці XIX  — у 1-й третині XX століття.

## Установи та заклади

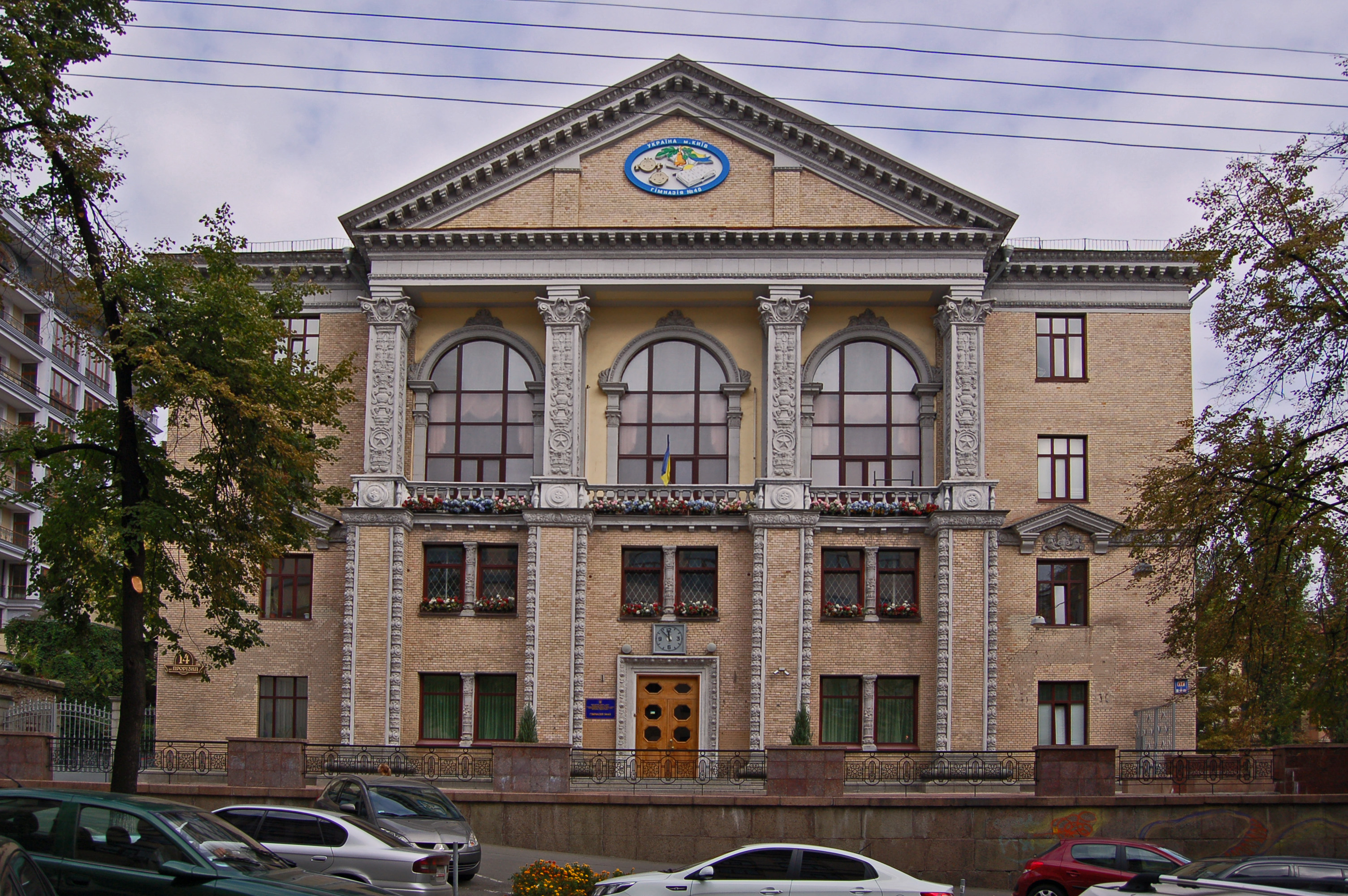
школа № 48, 1950–1951, типовий проєкт № 34

- Національна рада України з питань телебачення і радіомовлення (буд. № 2)
- Гімназія № 48 (буд. № 14)
- Київський національний академічний Молодий театр (буд. № 17)
- Спеціалізована загальноосвітня школа № 57 з поглибленим вивченням англійської мови (буд. № 19), в якій понад 30 років працювала вчителем російської мови Рада Щербицька — дружина Першого секретаря ЦК Компартії України Володимира Щербицького і його донька Ольга.